# Хальблех
Хальблех (нем. Halblech) — община в Германии, в земле Бавария. 
Подчиняется административному округу Швабия. Входит в состав района Восточный Алльгой.  Население составляет 3433 человека (на 31 декабря 2010 года). Занимает площадь 125,50 км².

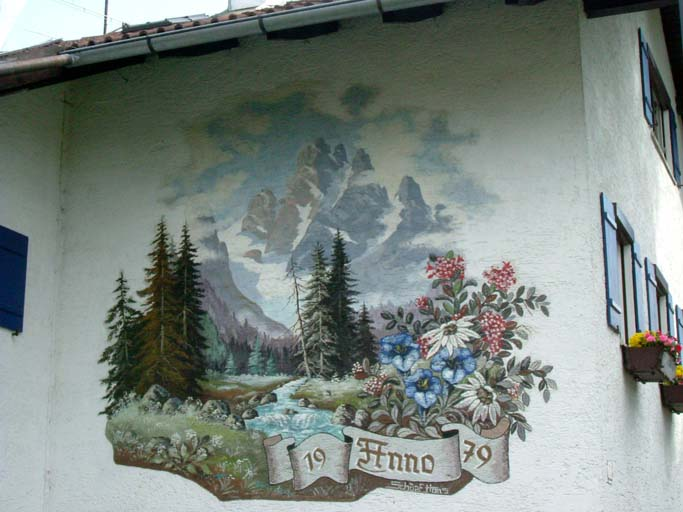
Хальблех